# 云南野扇花
云南野扇花（学名：Sarcococca wallichii）为黄杨科野扇花属的植物。分布于缅甸、尼泊尔以及中国大陆的云南等地，生长于海拔1,300米至2,700米的地区，一般生长在林下湿润山坡以及沟谷中，目前尚未由人工引种栽培。

## 别名
厚叶清香桂（云南植物志）